# Kromoglicinsav
A kromoglicinsav (USAN: cromolyn, korábbi BAN: cromoglycate vagy cromoglicate) hagyományosan használt hízósejt stabilizátor allergia és asztma ellen. Gátolja a gyulladást okozó vegyületek kibocsátását a hízósejtekből.
Napi 3–4 alkalommal, ugyanabban az időpontban kell szedni. Akut esetben nem használható, mert kb. két hét után fejti ki a hatását.
A fenti hátrányok miatt, kényelmi okokból mára más szerek váltották fel: súlyos esetekben kortikoszteroidok, a nem-kortikoszteroid szerek közül pedig a leukotrién-receptor antagonisták.
Nagy előnye viszont, hogy sem akut, sem krónikus toxikus hatást nem mutattak ki, ezért huzamosabb ideig alkalmazható, kíméletes szer.

## Története
Dr. Roger Altounya fedezte fel, aki maga is egész életében asztmától szenvedett. Hörgőtágító tulajdonságú növényeket szerzett be. Az egyik növény, a fogpiszkálófű (Ammi visnaga)
már az ókori Egyiptomban ismert izomlazító volt. Dr. Altounya belélegezte a növény aktív összetevőinek származékait, hátha enyhítik az asztmás rohamait. Több évi kísérletezés után végül izolálta a biztonságos és hatékony nátrium-kromoglikátot.

## Hatásmód
Az allergiát kiváltó anyagot a szervezet túlérzékenység következtében antigénnek tekinti, amely kiváltja az immunrendszer védekezési reakcióját: a B-limfociták antitestet (IgE-t termelnek, mely kapcsolódik az allergénhez, és a hízósejtek falában levő Fc-receptorokhoz, mely kiváltja a hízósejtek degranulációját: a granulákban (szemcsékben) tárolt ellenanyag (köztük a hisztamin) kiszabadul a hízósejtből, és gyulladásos reakciót vált ki.
A kromoglicinsav stabilizálja a hízósejteket, azaz megakadályozza a degranulációt azáltal, hogy blokkolja az IgE-receptor Ca2+-csatornáját, és ezzel a kalcium beáramlását a nyálkahártyákban található hízósejtekbe.
A kromoglicinsav asztma elleni hatása valószínűleg más, eddig nem ismert reakción alapul. A gyógyszergyártó cégek közel húszféle hízósejt-stabilizáló szert állítottak elő, de ezek hatástalanok az asztmára, kivéve a nedokromil nevű, a kromoglicinsavhoz hasonló hatású szert.

## Készítmények
Nátriumsó formájában kerül forgalomba
- orrspray allergiás eredetű orrüreg-gyulladás ellen
- porlasztandó oldat asztma ellen
- inhalálandó szer az asztmás roham megelőzésére
- szemcsepp allergiás kötőhártya-gyulladás ellen
- szájon át masztocitózis (bőrbeli kóros hízósejt-szaporulat),[6] bőr csalánkiütés,[enWiki 7] krónikus fekélyes vastag- és végbélgyulladás (colitis ulcerosa)[7] és ételallergia ellen.

Magyarországon forgalomban levő készítmények
- CROMOSANDOZ 20 mg/ml oldatos orrspray
- CROMOSANDOZ 20 mg/ml oldatos szemcsepp
- CUSICROM 2% orrspray
- INTAL 20 mg kapszula (belégzésre)
- LECROLYN 20 mg/ml oldatos szemcsepp
- LECROLYN 40 mg/ml egyadagos oldatos szemcsepp
- LECROLYN 40 mg/ml oldatos szemcsepp
- NALCROM kapszula
- OPTICROM oldatos szemcsepp
- STADAGLICIN szemcsepp
- TALEUM 20 mg/ml oldatos szemcsepp
- TALEUM orrspray

A nemzetközi gyógyszerforgalomban nagyon sok kromoglicinsavat tartalmazó szer kapható.

## Fordítás
- Ez a szócikk részben vagy egészben  a   Cromoglicic acid című angol Wikipédia-szócikk fordításán alapul.  Az eredeti cikk szerkesztőit annak laptörténete sorolja fel. Ez a jelzés csupán a megfogalmazás eredetét és a szerzői jogokat jelzi, nem szolgál a cikkben szereplő információk forrásmegjelöléseként.